# Petter Fagerhaug
Petter Fagerhaug, né le  29 septembre 1997, est un coureur cycliste norvégien pratiquant le VTT cross-country et le cyclisme sur route.

## Palmarès en VTT

### Coupe du monde
- Coupe du monde de cross country espoirs (1)
  - 2017 : 3e du classement général, 1 manche remportée
  - 2018 : 1er du classement général, 3 manches remportées
  - 2019 : 24e du classement général

### Championnats de Norvège
- Champion de Norvège de cross-country : 2016, 2017 et 2018

## Palmarès sur route
- 2015
  -  Champion de Norvège du contre-la-montre par équipes juniors[n 1]